# Haworthiopsis attenuata var. radula
Hawortthiopsis attenuata var. radula, abans coneguda com Haworthia attenuatta var. radula és una varietat de Haworthiopsis attenuata i està dins del gènere Haworthiopsis.

## Descripció
Hawortthiopsis attenuata var. radula és una petita suculenta que forma rosetes de fulles verdes a morronoses densament cobertes de tubercles blancs a banda a banda. Les rosetes creixen fins a 15 cm d'alçada amb el mateix, i formen un gruix produint fillols. Les fulles són erectes, fins a 8 cm de llargada i 2 cm d'amplada. Són més llargs, més allargats i amb tubercles més petits i mées nombrosos que els de Haworthiopsis attenuata. Les flors són blanques amb venes de color marró vermellós i solen aparèixer des de la primavera fins a caure sobre inflorescències fines i de fins a 30 cm.

## Distribució
Aquesta varietat es distribueix a una petita zona al voltant de Hankey al sud de la província sud-africana del Cap Oriental.

## Taxonomia
Haworthiopsis attenuata var. radula va ser descrita per (Salm-Dyck) G.D.Rowley i publicada a Alsterworthia Int. 15(Apol.): 2, a l'any 2015.
Etimologia
L'epítet varietal radula deriva del llatí "radere", que significa "raspar, raspador" i fa referència a les fulles rugoses.
Sinonímia
- Aloe radula (Basiònim/Sinònim reemplaçat)
- Apicra radula
- Haworthia radula
- Catevala radula
- Haworthia pumila subsp. radula
- Haworthia attenuata var. radula[5]